# Copa DoradoBet 2023
El  Torneo de Copa de Costa Rica de 2023 llamado Copa DoradoBet por motivos de patrocinio, fue la 46ª edición.

## Sistema de competición
En esta edición, los equipos clasificados a la Copa Centroamericana de Concacaf 2023, como el: Deportivo Saprissa, L. D. Alajuelense, C. S. Herediano y C. S. Cartaginés fueron colocados automáticamente en los cuartos de final.
Fueron 5 fases, todas de eliminación directa (partido único), para un total de 19 partidos, donde las localías se fueron rifando en todas las fases y la final fue en una sede neutral. En caso de que las series finalicen empatadas se definirá al ganador mediante los lanzamientos de penales.

## Equipos participantes

### Equipos por provincia
|            | \| Provincia \| N.º \| Equipos \| \| ---------- \| --- \| --------------------------------------------------------------------------------------------------------- \| \| San José \| 6 \| Pérez Zeledón, Deportivo Saprissa, Sporting F. C., Uruguay de Coronado, Municipal Santa Ana, Aserrí F. C. \| \| Alajuela \| 5 \| Alajuelense, Grecia, A. D. San Carlos, A. D. Carmelita, A. D. Cofutpa \| \| Limón \| 2 \| Limón Black Star, Santos de Guápiles \| \| Guanacaste \| 2 \| A. D. Guanacasteca, Municipal Liberia \| \| Heredia \| 2 \| C. S. Herediano, Escorpiones de Belén F. C. \| \| Puntarenas \| 2 \| Puntarenas F. C., Jicaral Sercoba \| \| Cartago \| 1 \| C. S. Cartaginés \| | |
| Provincia  | N.º | Equipos                                                                                                   |
| San José   | 6 | Pérez Zeledón, Deportivo Saprissa, Sporting F. C., Uruguay de Coronado, Municipal Santa Ana, Aserrí F. C. |
| Alajuela   | 5 | Alajuelense, Grecia, A. D. San Carlos, A. D. Carmelita, A. D. Cofutpa                                     |
| Limón      | 2 | Limón Black Star, Santos de Guápiles                                                                      |
| Guanacaste | 2 | A. D. Guanacasteca, Municipal Liberia                                                                     |
| Heredia    | 2 | C. S. Herediano, Escorpiones de Belén F. C.                                                               |
| Puntarenas | 2 | Puntarenas F. C., Jicaral Sercoba                                                                         |
| Cartago    | 1 | C. S. Cartaginés                                                                                          |

### Información de los equipos

#### Primera División
| Equipo             | Ciudad                   | Entrenador         | Estadio                 | Aforo  |
| ------------------ | ------------------------ | ------------------ | ----------------------- | ------ |
| Deportivo Saprissa | San José                 | Vladimir Quesada   | Ricardo Saprissa        | 23,112 |
| L. D. Alajuelense  | Alajuela                 | Andrés Carevic     | Morera Soto             | 17,895 |
| C. S. Cartaginés   | Cartago                  | Paulo Wanchope     | "Fello" Meza            | 13,500 |
| Municipal Grecia   | Grecia                   | Alexander Vargas   | Allen Riggioni          | 3,354  |
| C. S. Herediano    | Heredia                  | Jeaustin Campos    | "Colleya" Fonseca       | 4,500  |
| A. D. Guanacasteca | Nicoya                   | Horacio Esquivel   | Chorotega               | 4,000  |
| Municipal Liberia  | Liberia                  | Minor Díaz         | Edgardo Baltodano       | 6,500  |
| Pérez Zeledón      | San Isidro de El General | Géiner Segura      | Municipal Pérez Zeledón | 3,180  |
| Puntarenas F. C.   | Puntarenas               | Diego Vázquez      | "Lito" Pérez            | 4,105  |
| A. D. San Carlos   | Quesada                  | Víctor Abelenda    | Carlos Ugalde           | 4,500  |
| Santos de Guápiles | Guápiles                 | Randall Row        | Ebal Rodríguez          | 3,300  |
| Sporting F. C.     | Pavas                    | Francisco Palencia | Ernesto Rohrmoser       | 3,000  |

#### Segunda División
| Equipo                     | Ciudad    | Entrenador       | Estadio                      | Aforo |
| -------------------------- | --------- | ---------------- | ---------------------------- | ----- |
| Limón Black Star           | Limón     | Marvin Solano    | Juan Gobán                   | 2,349 |
| Escorpiones de Belén F. C. | Belén     | Andrés Arias     | Polideportivo de Belén       | 1,000 |
| Aserrí F. C.               | Aserrí    | Roberto Castro   | ST Center                    | 2,500 |
| C. S. Uruguay de Coronado  | Coronado  | Víctor Cordero   | "Colleya" Fonseca            | 4,500 |
| A. D. Carmelita            | Alajuela  | Alexander Vargas | Rafael Bolaños               | 2,500 |
| A. D. Cofutpa              | Palmares  | Mauricio Montero | "Palmareño" Solís            | 2,000 |
| Jicaral Sercoba            | Lepanto   | Mauricio Solís   | Asociación Cívica Jicaraleña | 1,500 |
| Municipal Santa Ana        | Santa Ana | Cristian Oviedo  | Piedades de Santa Ana        | 2,000 |

## Ronda preliminar
- Los horarios corresponden al tiempo de Costa Rica (UTC-6).

Fase eliminación directa: 8 partidos. Los emparejamientos se realizaron regionalizados entre clubes de UNAFUT y de la Liga de Ascenso.
| A. D. San Carlos          | 2-1       | Escorpiones de Belén F. C. | Carlos Ugalde     | 15 de agosto | 19:45 |  |
| Pérez Zeledón             | 3-1       | Aserrí F. C.               | Pérez Zeledón     | 15 de agosto | 20:00 |  |
| A. D. Guanacasteca        | 2-2 (4-3) | Jicaral Sercoba            | Chorotega         | 16 de agosto | 15:00 |  |
| Santos de Guápiles        | 3-0       | Limón Black Star           | Ebal Rodríguez    | 16 de agosto | 19:45 |  |
| C. S. Uruguay de Coronado | 0-3       | Sporting F. C.             | "Colleya" Fonseca | 16 de agosto | 20:00 |  |
| Municipal Santa Ana       | 1-1 (2-3) | Municipal Grecia           | Rafael Bolaños    | 17 de agosto | 15:00 |  |
| Municipal Liberia         | 2-0       | A. D. Cofutpa              | Edgardo Baltodano | 17 de agosto | 18:30 |  |
| Puntarenas F. C.          | 3-0       | A. D. Carmelita            | "Lito" Pérez      | 17 de agosto | 20:15 |  |

## Ronda final

### Cuadro de desarrollo
|  | Octavos de final   | Octavos de final   | Octavos de final   |                    |      | Cuartos de final    | Cuartos de final    | Cuartos de final    |  |                    | Semifinales        | Semifinales        | Semifinales        |  |                   | Final             | Final           | Final           |  |
|  | 29 y 30 de agosto  | 29 y 30 de agosto  | 29 y 30 de agosto  |                    |      | 5 y 6 de septiembre | 5 y 6 de septiembre | 5 y 6 de septiembre |  |                    | 13 y 15 de octubre | 13 y 15 de octubre | 13 y 15 de octubre |  |                   | 18 de noviembre   | 18 de noviembre | 18 de noviembre |  |
|  |                    |                    |                    |                    |      |                     |                     |                     |  |                    |                    |                    |                    |  |                   |                   |                 |                 |  |
|  |                    |                    |                    |                    |      |                     |                     |                     |  |                    |                    |                    |                    |  |                   |                   |                 |                 |  |
|  |                    |                    |                    |                    |      |                     |                     |                     |  |                    |                    |                    |                    |  |                   |                   |                 |                 |  |
|  |                    |                    |                    |                    |      |                     |                     |                     |  |                    |                    |                    |                    |  |                   |                   |                 |                 |  |
|  |                    |                    |                    |                    |      |                     |                     |                     |  |                    |                    |                    |                    |  |                   |                   |                 |                 |  |
|  |                    | Deportivo Saprissa | Deportivo Saprissa | 2(9)               |      |                     |                     |                     |  |                    |                    |                    |                    |  |                   |                   |                 |                 |  |
|  |                    |                    |                    | 2(9)               |      |                     |                     |                     |  |                    |                    |                    |                    |  |                   |                   |                 |                 |  |
|  |                    |                    | A. D. San Carlos   | A. D. San Carlos   | 2(8) |                     |                     |                     |  |                    |                    |                    |                    |  |                   |                   |                 |                 |  |
|  | A. D. San Carlos   | A. D. San Carlos   | A. D. San Carlos   | A. D. San Carlos   | 2(8) | 3                   |                     |                     |  |                    |                    |                    |                    |  |                   |                   |                 |                 |  |
|  | A. D. San Carlos   | A. D. San Carlos   |                    |                    |      |                     |                     |                     |  |                    |                    |                    |                    |  |                   |                   |                 |                 |  |
|  | Santos de Guápiles | Santos de Guápiles | 0                  |                    |      |                     |                     |                     |  |                    |                    |                    |                    |  |                   |                   |                 |                 |  |
|  | Santos de Guápiles | Santos de Guápiles | 0                  |                    |      |                     |                     |                     |  | Deportivo Saprissa | Deportivo Saprissa | 1(7)               |                    |  |                   |                   |                 |                 |  |
|  |                    |                    |                    |                    |      |                     |                     |                     |  | Deportivo Saprissa | Deportivo Saprissa | 1(7)               |                    |  |                   |                   |                 |                 |  |
|  |                    |                    | C. S. Herediano    | C. S. Herediano    | 1(6) |                     |                     |                     |  |                    |                    |                    |                    |  |                   |                   |                 |                 |  |
|  |                    |                    | C. S. Herediano    | C. S. Herediano    | 1(6) |                     |                     |                     |  |                    |                    |                    |                    |  |                   |                   |                 |                 |  |
|  |                    |                    |                    |                    |      |                     |                     |                     |  |                    |                    |                    |                    |  |                   |                   |                 |                 |  |
|  |                    |                    |                    |                    |      |                     |                     |                     |  |                    |                    |                    |                    |  |                   |                   |                 |                 |  |
|  |                    | Pérez Zeledón      | Pérez Zeledón      | 2(5)               |      |                     |                     |                     |  |                    |                    |                    |                    |  |                   |                   |                 |                 |  |
|  |                    |                    |                    | 2(5)               |      |                     |                     |                     |  |                    |                    |                    |                    |  |                   |                   |                 |                 |  |
|  |                    |                    | C. S. Herediano    | C. S. Herediano    | 2(6) |                     |                     |                     |  |                    |                    |                    |                    |  |                   |                   |                 |                 |  |
|  | Pérez Zeledón      | Pérez Zeledón      | C. S. Herediano    | C. S. Herediano    | 2(6) | 1(8)                |                     |                     |  |                    |                    |                    |                    |  |                   |                   |                 |                 |  |
|  | Pérez Zeledón      | Pérez Zeledón      |                    |                    |      |                     |                     |                     |  |                    |                    |                    |                    |  |                   |                   |                 |                 |  |
|  | Sporting F. C.     | Sporting F. C.     | 1(7)               |                    |      |                     |                     |                     |  |                    |                    |                    |                    |  |                   |                   |                 |                 |  |
|  | Sporting F. C.     | Sporting F. C.     | 1(7)               |                    |      |                     |                     |                     |  |                    |                    |                    |                    |  | L. D. Alajuelense | L. D. Alajuelense | 2               |                 |  |
|  |                    |                    |                    |                    |      |                     |                     |                     |  |                    |                    |                    |                    |  | L. D. Alajuelense | L. D. Alajuelense | 2               |                 |  |
|  |                    |                    | Deportivo Saprissa | Deportivo Saprissa | 0    |                     |                     |                     |  |                    |                    |                    |                    |  |                   |                   |                 |                 |  |
|  |                    |                    | Deportivo Saprissa | Deportivo Saprissa | 0    |                     |                     |                     |  |                    |                    |                    |                    |  |                   |                   |                 |                 |  |
|  |                    |                    |                    |                    |      |                     |                     |                     |  |                    |                    |                    |                    |  |                   |                   |                 |                 |  |
|  |                    |                    |                    |                    |      |                     |                     |                     |  |                    |                    |                    |                    |  |                   |                   |                 |                 |  |
|  |                    | L. D. Alajuelense  | L. D. Alajuelense  | 2                  |      |                     |                     |                     |  |                    |                    |                    |                    |  |                   |                   |                 |                 |  |
|  |                    |                    |                    | 2                  |      |                     |                     |                     |  |                    |                    |                    |                    |  |                   |                   |                 |                 |  |
|  |                    |                    | Municipal Liberia  | Municipal Liberia  | 1    |                     |                     |                     |  |                    |                    |                    |                    |  |                   |                   |                 |                 |  |
|  | Municipal Liberia  | Municipal Liberia  | Municipal Liberia  | Municipal Liberia  | 1    | 2                   |                     |                     |  |                    |                    |                    |                    |  |                   |                   |                 |                 |  |
|  | Municipal Liberia  | Municipal Liberia  |                    |                    |      |                     |                     |                     |  |                    |                    |                    |                    |  |                   |                   |                 |                 |  |
|  | Puntarenas F. C.   | Puntarenas F. C.   | 1                  |                    |      |                     |                     |                     |  |                    |                    |                    |                    |  |                   |                   |                 |                 |  |
|  | Puntarenas F. C.   | Puntarenas F. C.   | 1                  |                    |      |                     |                     |                     |  | L. D. Alajuelense  | L. D. Alajuelense  | 2                  |                    |  |                   |                   |                 |                 |  |
|  |                    |                    |                    |                    |      |                     |                     |                     |  | L. D. Alajuelense  | L. D. Alajuelense  | 2                  |                    |  |                   |                   |                 |                 |  |
|  |                    |                    | A. D. Guanacasteca | A. D. Guanacasteca | 0    |                     |                     |                     |  |                    |                    |                    |                    |  |                   |                   |                 |                 |  |
|  |                    |                    | A. D. Guanacasteca | A. D. Guanacasteca | 0    |                     |                     |                     |  |                    |                    |                    |                    |  |                   |                   |                 |                 |  |
|  |                    |                    |                    |                    |      |                     |                     |                     |  |                    |                    |                    |                    |  |                   |                   |                 |                 |  |
|  |                    |                    |                    |                    |      |                     |                     |                     |  |                    |                    |                    |                    |  |                   |                   |                 |                 |  |
|  |                    | A. D. Guanacasteca | A. D. Guanacasteca | 1                  |      |                     |                     |                     |  |                    |                    |                    |                    |  |                   |                   |                 |                 |  |
|  |                    |                    |                    | 1                  |      |                     |                     |                     |  |                    |                    |                    |                    |  |                   |                   |                 |                 |  |
|  |                    |                    | C. S. Cartaginés   | C. S. Cartaginés   | 0    |                     |                     |                     |  |                    |                    |                    |                    |  |                   |                   |                 |                 |  |
|  | A. D. Guanacasteca | A. D. Guanacasteca | C. S. Cartaginés   | C. S. Cartaginés   | 0    | 1                   |                     |                     |  |                    |                    |                    |                    |  |                   |                   |                 |                 |  |
|  | A. D. Guanacasteca | A. D. Guanacasteca |                    |                    |      |                     |                     |                     |  |                    |                    |                    |                    |  |                   |                   |                 |                 |  |
|  | Municipal Grecia   | Municipal Grecia   | 0                  |                    |      |                     |                     |                     |  |                    |                    |                    |                    |  |                   |                   |                 |                 |  |
|  | Municipal Grecia   | Municipal Grecia   | 0                  |                    |      |                     |                     |                     |  |                    |                    |                    |                    |  |                   |                   |                 |                 |  |
|  |                    |                    |                    |                    |      |                     |                     |                     |  |                    |                    |                    |                    |  |                   |                   |                 |                 |  |

### Octavos de final
| 29 de agosto | Municipal Liberia         | 2:1 (1:1) | Puntarenas F. C. | Edgardo Baltodano, Liberia  |                             |
| 20:00        | Huertas 15' · Bernard 22' | Reporte   | Orellano 79'     | Árbitro(s): Jonathan Leitón | Árbitro(s): Jonathan Leitón |

| 29 de agosto | A. D. San Carlos                      | 3:0 (1:0) | Santos de Guápiles | Carlos Ugalde, Ciudad Quesada |                          |
| 20:00        | Yanis 38' · Bennett 57' · Morales 70' | Reporte   |                    | Árbitra: Marianela Araya      | Árbitra: Marianela Araya |

| 30 de agosto | A. D. Guanacasteca | 1:0 (0:0) | Municipal Grecia | Chorotega, Nicoya               |                                 |
| 15:00        | Hernández 75'      | Reporte   |                  | Árbitro(s): José Daniel Montero | Árbitro(s): José Daniel Montero |

| 30 de agosto | Pérez Zeledón                                                                       | 1:1 (0:0) (8:7 p.)         | Sporting F. C.                                                                    | Municipal, San Isidro de El General |                         |
| 18:00        | Ovejero 77'                                                                         | Reporte                    | Bonilla 84'                                                                       | Árbitro(s): Marco Guido             | Árbitro(s): Marco Guido |
|              |                                                                                     | Tiros desde el punto penal |                                                                                   |                                     |                         |
|              | Giménez · Amador · Montenegro · Ovejero · Reyes · Fernández · Mata · Bonilla · Ríos |                            | Calero · Vega · Bonilla · Fajardo · Meneses · Tellería · Coronado · Soto · Pineda |                                     |                         |

### Cuartos de final
| 5 de septiembre | A. D. Guanacasteca | 1:0 (0:0) | C. S. Cartaginés | Chorotega, Nicoya       |                         |
| 15:00           | Torres 62'         | Reporte   |                  | Árbitro(s): David Gómez | Árbitro(s): David Gómez |

| 5 de septiembre | Pérez Zeledón                                                         | 2:2 (0:0) (5:6 p.)         | C. S. Herediano                                            | Municipal Pérez Zeledón, San Isidro de El General |                             |
| 20:00           | Montenegro 53' · Amador 90+2'                                         | Reporte                    | Vega 70' · Araya 90+4'                                     | Árbitro(s): Ricardo Montero                       | Árbitro(s): Ricardo Montero |
|                 |                                                                       | Tiros desde el punto penal |                                                            |                                                   |                             |
|                 | Giménez · Amador · Pérez · Fernández · Montenegro · Monge · Barrantes |                            | Basulto · Rubio · Ortiz · Araya · Aguilar · Cruz · Faerron |                                                   |                             |

| 6 de septiembre | L. D. Alajuelense     | 2:1 (1:0) | Municipal Liberia | Morera Soto, Alajuela    |                          |
| 18:00           | Suárez 45' · Mora 90' | Reporte   | Angulo 60'        | Árbitro(s): Josué Ugalde | Árbitro(s): Josué Ugalde |

| 6 de septiembre | Deportivo Saprissa                                                                     | 2:2 (1:2) (9:8 p.)         | A. D. San Carlos                                                                     | Ricardo Saprissa, San José  |                             |
| 20:15           | Sinclair 45+2' · East 63'                                                              | Reporte                    | Mena 20' · Leiva 28'                                                                 | Árbitro(s): Benjamín Pineda | Árbitro(s): Benjamín Pineda |
|                 |                                                                                        | Tiros desde el punto penal |                                                                                      |                             |                             |
|                 | Bolaños · Sinclair · Arboine · East · Brenes · Madrigal · Azofeifa · Sequeira · Waston |                            | Córdoba · Arroyo · Román · McDonald · Rodríguez · Rivera · Alfaro · Sánchez · Peraza |                             |                             |

### Semifinales
| 13 de octubre | Deportivo Saprissa                                                                                | 1:1 (1:1) (7:6 p.)         | C. S. Herediano                                                                                 | Ricardo Saprissa, San José |                       |
| 20:00         | East 29'                                                                                          | Reporte                    | Aguilar 41'                                                                                     | Árbitro(s): Hugo Cruz      | Árbitro(s): Hugo Cruz |
|               |                                                                                                   | Tiros desde el punto penal |                                                                                                 |                            |                       |
|               | Rodríguez · Sinclair · Torres · Arboine · Brenes · Bolaños · Valverde · Chirinos · Waston · Salas |                            | Basulto · Rubio · Cruz · Sayago · Godínez · Faerron · Torres · Aguilar · Yeltsin Tejeda · Araya |                            |                       |

| 15 de octubre | L. D. Alajuelense        | 2:0 (1:0) | A. D. Guanacasteca | Morera Soto, Alajuela         |                               |
| 11:00         | López 5' · Navarro 45+1' | Reporte   |                    | Árbitro(s): Adrián Chinchilla | Árbitro(s): Adrián Chinchilla |

### Final
| 18 de noviembre | L. D. Alajuelense             | 2:0 (0:0) | Deportivo Saprissa | Nacional, San José            |                               |
| 20:00           | Góndola 70' · Hernández 90+3' | Reporte   |                    | Árbitro(s): Adrián Chinchilla | Árbitro(s): Adrián Chinchilla |

| 23    | POR   | Leonel Moreira       |       |
| 24    | DEF   | Suhander Zúñiga      | 90+1' |
| 31    | DEF   | Michael Barrantes    | 90+1' |
| 4     | DEF   | Guillermo Villalobos |       |
| 2     | DEF   | Carlos Martínez      |       |
| 18    | MED   | Edward Cedeño        |       |
| 5     | MED   | Celso Borges         |       |
| 28    | MED   | Joshua Navarro       |       |
| 10    | MED   | Aarón Suárez         | 82'   |
| 99    | MED   | Freddy Góndola       | 82'   |
| 8     | DEL   | Johan Venegas        | 12'   |
| D. T. | D. T. | Andrés Carevic       |       |

| 40    | POR   | Abraham Madriz    |     |
| 25    | DEF   | Jorkaeff Azofeifa |     |
| 15    | DEF   | Douglas Sequeira  | 82' |
| 4     | DEF   | Kendall Waston    |     |
| 28    | DEF   | Gerald Taylor     |     |
| 30    | MED   | Ulises Segura     | 71' |
| 6     | MED   | Jefferson Brenes  |     |
| 20    | MED   | Mariano Torres    |     |
| 41    | MED   | Warren Madrigal   |     |
| 33    | MED   | Michaell Chirinos |     |
| 8     | DEL   | Javon East        |     |
| D. T. | D. T. | Vladimir Quesada  |     |

| 14 | DEL | Doryan Rodríguez  | 12'   |
| 16 | DEF | Yael López        | 82'   |
| 30 | DEF | Leonardo Menjívar | 82'   |
| 7  | MED | Anthony Hernández | 90+1' |
| 38 | DEF | Jossimar Gómez    | 90+1' |

| 32 | MED | Kliver Gómez  | 71' |
| 26 | MED | Julen Cordero | 82' |

| 70' · 90+3' | Freddy Góndola Anthony Hernández | 1:0 2:0 |

| 54' · 61' · 87' | Johan Venegas Guillermo Villalobos Doryan Rodríguez |

| 54' · 82' | Mariano Torres Jefferson Brenes |

| 90+5' | Doryan Rodríguez |

| Principal  | Adrián Chinchilla |
| Asistentes | Enmanuel Alvarado |
|            | Osvaldo Luna      |
| Cuarto     | Jesús Montero     |

| 23    | POR   | Leonel Moreira       |       |
| 24    | DEF   | Suhander Zúñiga      | 90+1' |
| 31    | DEF   | Michael Barrantes    | 90+1' |
| 4     | DEF   | Guillermo Villalobos |       |
| 2     | DEF   | Carlos Martínez      |       |
| 18    | MED   | Edward Cedeño        |       |
| 5     | MED   | Celso Borges         |       |
| 28    | MED   | Joshua Navarro       |       |
| 10    | MED   | Aarón Suárez         | 82'   |
| 99    | MED   | Freddy Góndola       | 82'   |
| 8     | DEL   | Johan Venegas        | 12'   |
| D. T. | D. T. | Andrés Carevic       |       |

| 40    | POR   | Abraham Madriz    |     |
| 25    | DEF   | Jorkaeff Azofeifa |     |
| 15    | DEF   | Douglas Sequeira  | 82' |
| 4     | DEF   | Kendall Waston    |     |
| 28    | DEF   | Gerald Taylor     |     |
| 30    | MED   | Ulises Segura     | 71' |
| 6     | MED   | Jefferson Brenes  |     |
| 20    | MED   | Mariano Torres    |     |
| 41    | MED   | Warren Madrigal   |     |
| 33    | MED   | Michaell Chirinos |     |
| 8     | DEL   | Javon East        |     |
| D. T. | D. T. | Vladimir Quesada  |     |

| 14 | DEL | Doryan Rodríguez  | 12'   |
| 16 | DEF | Yael López        | 82'   |
| 30 | DEF | Leonardo Menjívar | 82'   |
| 7  | MED | Anthony Hernández | 90+1' |
| 38 | DEF | Jossimar Gómez    | 90+1' |

| 32 | MED | Kliver Gómez  | 71' |
| 26 | MED | Julen Cordero | 82' |

| 70' · 90+3' | Freddy Góndola Anthony Hernández | 1:0 2:0 |

| 54' · 61' · 87' | Johan Venegas Guillermo Villalobos Doryan Rodríguez |

| 54' · 82' | Mariano Torres Jefferson Brenes |

| 90+5' | Doryan Rodríguez |

| Principal  | Adrián Chinchilla |
| Asistentes | Enmanuel Alvarado |
|            | Osvaldo Luna      |
| Cuarto     | Jesús Montero     |

| 23    | POR   | Leonel Moreira       |       |
| 24    | DEF   | Suhander Zúñiga      | 90+1' |
| 31    | DEF   | Michael Barrantes    | 90+1' |
| 4     | DEF   | Guillermo Villalobos |       |
| 2     | DEF   | Carlos Martínez      |       |
| 18    | MED   | Edward Cedeño        |       |
| 5     | MED   | Celso Borges         |       |
| 28    | MED   | Joshua Navarro       |       |
| 10    | MED   | Aarón Suárez         | 82'   |
| 99    | MED   | Freddy Góndola       | 82'   |
| 8     | DEL   | Johan Venegas        | 12'   |
| D. T. | D. T. | Andrés Carevic       |       |

| 40    | POR   | Abraham Madriz    |     |
| 25    | DEF   | Jorkaeff Azofeifa |     |
| 15    | DEF   | Douglas Sequeira  | 82' |
| 4     | DEF   | Kendall Waston    |     |
| 28    | DEF   | Gerald Taylor     |     |
| 30    | MED   | Ulises Segura     | 71' |
| 6     | MED   | Jefferson Brenes  |     |
| 20    | MED   | Mariano Torres    |     |
| 41    | MED   | Warren Madrigal   |     |
| 33    | MED   | Michaell Chirinos |     |
| 8     | DEL   | Javon East        |     |
| D. T. | D. T. | Vladimir Quesada  |     |

| 14 | DEL | Doryan Rodríguez  | 12'   |
| 16 | DEF | Yael López        | 82'   |
| 30 | DEF | Leonardo Menjívar | 82'   |
| 7  | MED | Anthony Hernández | 90+1' |
| 38 | DEF | Jossimar Gómez    | 90+1' |

| 32 | MED | Kliver Gómez  | 71' |
| 26 | MED | Julen Cordero | 82' |

| 70' · 90+3' | Freddy Góndola Anthony Hernández | 1:0 2:0 |

| 54' · 61' · 87' | Johan Venegas Guillermo Villalobos Doryan Rodríguez |

| 54' · 82' | Mariano Torres Jefferson Brenes |

| 90+5' | Doryan Rodríguez |

| Principal  | Adrián Chinchilla |
| Asistentes | Enmanuel Alvarado |
|            | Osvaldo Luna      |
| Cuarto     | Jesús Montero     |

| 23    | POR   | Leonel Moreira       |       |
| 24    | DEF   | Suhander Zúñiga      | 90+1' |
| 31    | DEF   | Michael Barrantes    | 90+1' |
| 4     | DEF   | Guillermo Villalobos |       |
| 2     | DEF   | Carlos Martínez      |       |
| 18    | MED   | Edward Cedeño        |       |
| 5     | MED   | Celso Borges         |       |
| 28    | MED   | Joshua Navarro       |       |
| 10    | MED   | Aarón Suárez         | 82'   |
| 99    | MED   | Freddy Góndola       | 82'   |
| 8     | DEL   | Johan Venegas        | 12'   |
| D. T. | D. T. | Andrés Carevic       |       |

| 40    | POR   | Abraham Madriz    |     |
| 25    | DEF   | Jorkaeff Azofeifa |     |
| 15    | DEF   | Douglas Sequeira  | 82' |
| 4     | DEF   | Kendall Waston    |     |
| 28    | DEF   | Gerald Taylor     |     |
| 30    | MED   | Ulises Segura     | 71' |
| 6     | MED   | Jefferson Brenes  |     |
| 20    | MED   | Mariano Torres    |     |
| 41    | MED   | Warren Madrigal   |     |
| 33    | MED   | Michaell Chirinos |     |
| 8     | DEL   | Javon East        |     |
| D. T. | D. T. | Vladimir Quesada  |     |

| 14 | DEL | Doryan Rodríguez  | 12'   |
| 16 | DEF | Yael López        | 82'   |
| 30 | DEF | Leonardo Menjívar | 82'   |
| 7  | MED | Anthony Hernández | 90+1' |
| 38 | DEF | Jossimar Gómez    | 90+1' |

| 32 | MED | Kliver Gómez  | 71' |
| 26 | MED | Julen Cordero | 82' |

| 70' · 90+3' | Freddy Góndola Anthony Hernández | 1:0 2:0 |

| 54' · 61' · 87' | Johan Venegas Guillermo Villalobos Doryan Rodríguez |

| 54' · 82' | Mariano Torres Jefferson Brenes |

| 90+5' | Doryan Rodríguez |

| Principal  | Adrián Chinchilla |
| Asistentes | Enmanuel Alvarado |
|            | Osvaldo Luna      |
| Cuarto     | Jesús Montero     |

|                           |
| Campeón L. D. Alajuelense |
| 11.mo título              |

## Estadísticas

### Goleadores
| Jugador         | Club               | Goles |
| --------------- | ------------------ | ----- |
| Byron Gutiérrez | Jicaral Sercoba    | 2     |
| Keyder Bernard  | Puntarenas F. C.   | 2     |
| César Yanis     | A. D. San Carlos   | 2     |
| Gabriel Leiva   | A. D. San Carlos   | 2     |
| Javon East      | Deportivo Saprissa | 2     |

### Autogoles
| Fecha        | Jugador       | Minuto | Local            |  | Resultado |  | Visitante          | Jornada          |
| ------------ | ------------- | ------ | ---------------- |  | --------- |  | ------------------ | ---------------- |
| 29 de agosto | Alvin Bennett | 57'    | A. D. San Carlos |  | 3 - 0     |  | Santos de Guápiles | Octavos de final |
| 29 de agosto | Bryan Morales | 70'    | A. D. San Carlos |  | 3 - 0     |  | Santos de Guápiles | Octavos de final |